# Kornkasten (Valgiarei)

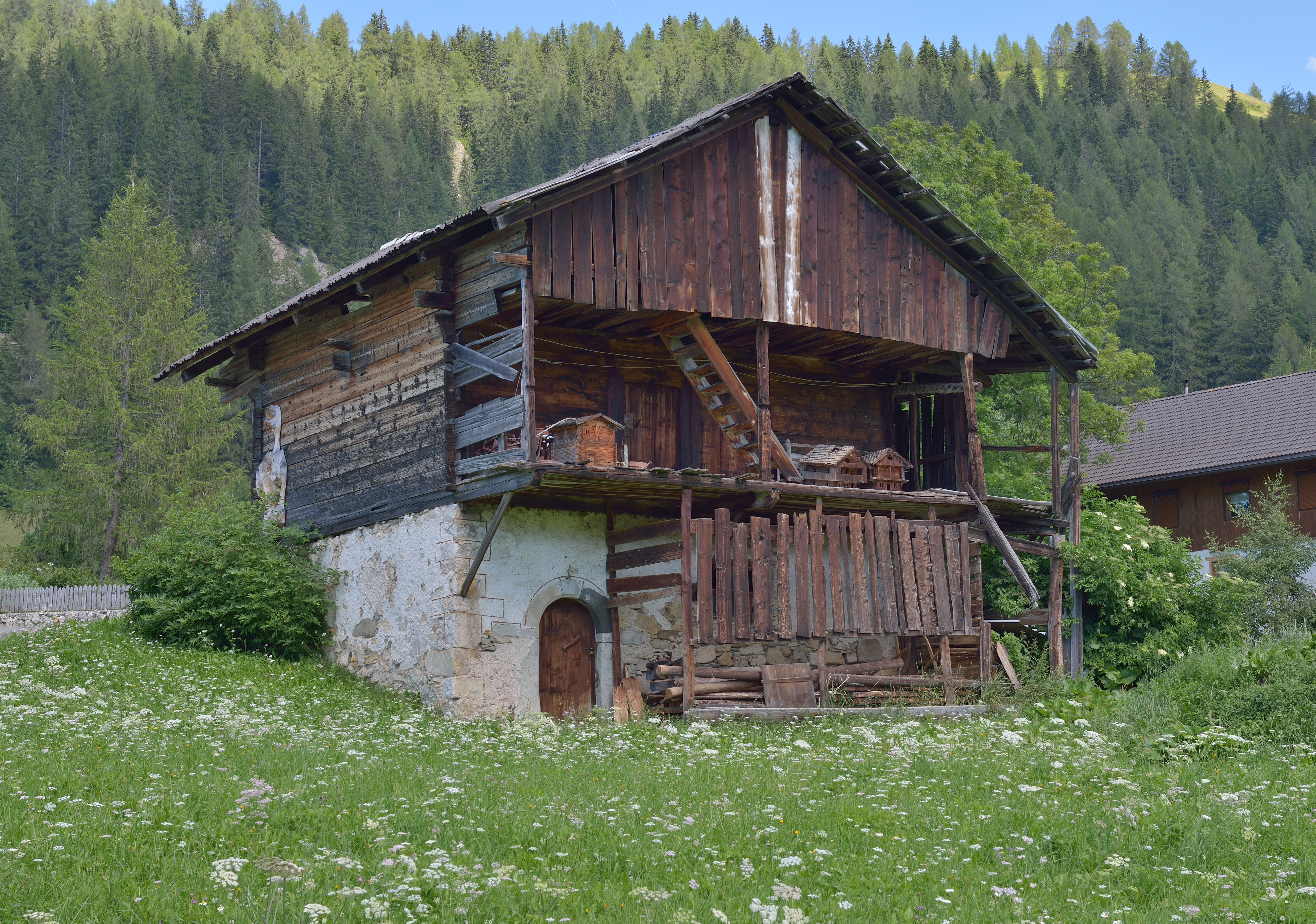
Kornkasten in Valgiarei

Der Kornkasten in Valgiarei, einem Ortsteil der Gemeinde Abtei in Südtirol, ist seit 1988 ein geschütztes Baudenkmal.
Der Kornkasten besitzt einen gemauerter Unterbau mit steingerahmter Rundbogentür und Eckquaderung. Das Obergeschoss ist eine Holzkonstruktion mit verbrettertem Giebel. Zum Söller sind zwei Türholme mit Eselsrücken versehen.